# Pasquale di Sabatino

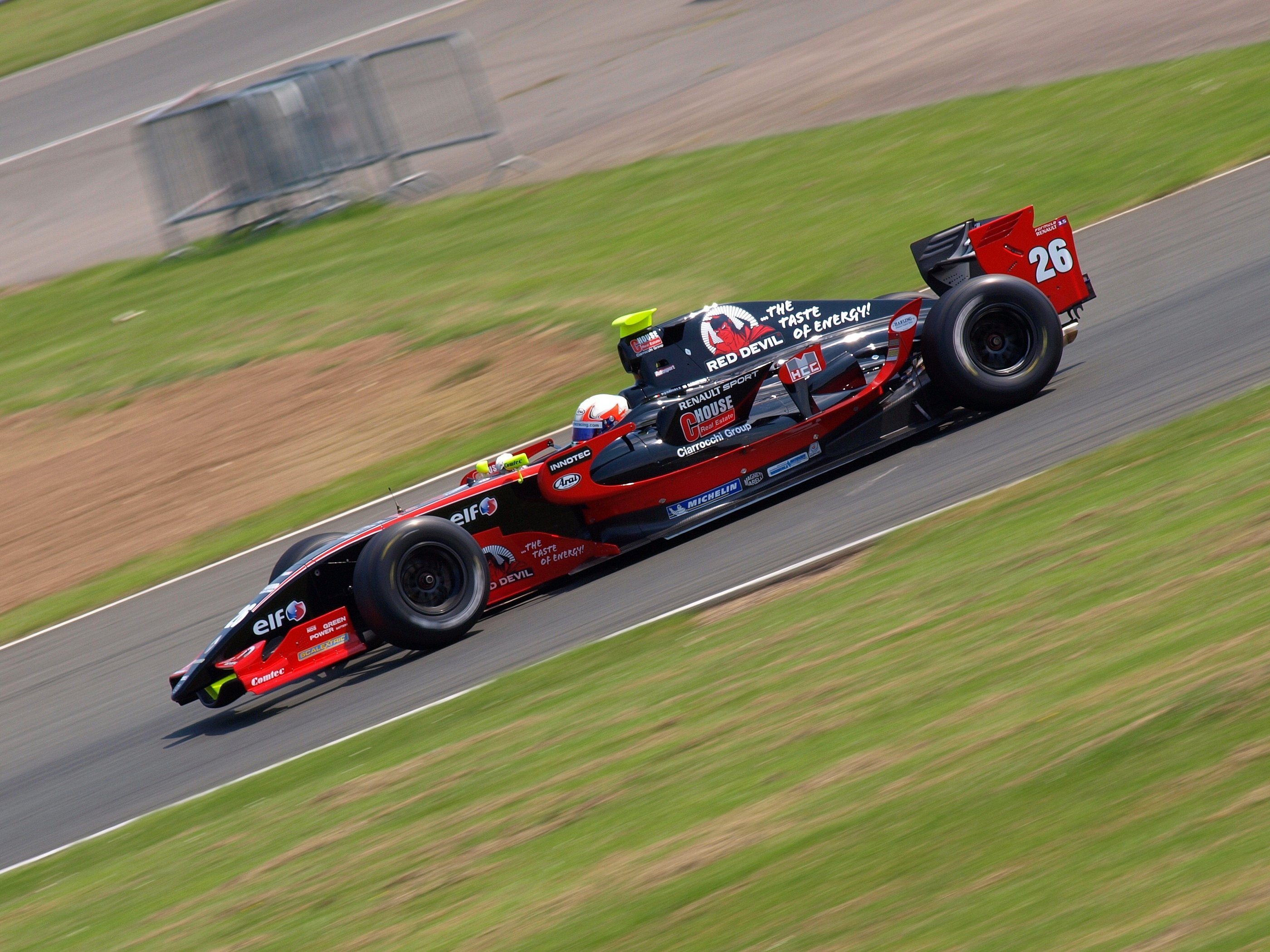
Pasquale di Sabatino in actie op Silverstone in 2008.

Pasquale di Sabatino (Atri, 20 januari 1988) is een Italiaans autocoureur.

## Carrière

### Formule Junior
Nadat hij zijn carrière is begonnen in het karting, stapte Di Sabatino in 2005 over naar het formuleracing, waarin hij in de Italiaanse Formule Junior 1600 voor het team Tomcat Racing ging rijden. Hij behaalde tien podiumplaatsen in twaalf races, waaronder vijf overwinningen. Hierdoor won hij de titel met een ruime voorsprong op Mihai Marinescu en Jaime Alguersuari.

### Formule Renault
In november 2005 stapte Di Sabatino over naar de Formule Renault, waarin hij deelnam aan de Italiaanse Formule Renault 2.0 Winter Series op de Adria International Raceway. In vier races eindigde hij eenmaal op het podium, waardoor hij als tiende in het kampioenschap eindigde.
In 2006 nam Di Sabatino deel aan het volledige seizoen van de Italiaanse Formule Renault, maar wist geen punten te scoren in de twaalf races waarin hij deelnam. In juli van dat jaar maakte hij ook zijn debuut in de Formule Renault 3.5 Series, toen hij Miloš Pavlović verving bij het team Cram Competition. Hij wist echter geen punten te scoren in de tien races waarin hij deelnam, met als beste resultaat enkele zestiende plaatsen.
In 2007 nam Di Sabatino deel aan het volledige seizoen van de Formule Renault 3.5 voor het team GD Racing. Enkel op Spa-Francorchamps behaalde hij twee punten, waardoor hij als 26e in het kampioenschap eindigde.
In 2008 bleef Di Sabatino in de Formule Renault 3.5 rijden, maar nu voor het team Comtec Racing. In de eerste race van het seizoen op het Autodromo Nazionale Monza eindigde hij als tweede achter Giedo van der Garde, waarmee hij zijn eerste podiumplaats in het kampioenschap behaalde. Hierna wist hij echter nog maar tweemaal punten te scoren en na de ronde op het Bugatti Circuit moest hij zich uit het kampioenschap terugtrekken vanwege budgetproblemen. Hij eindigde als twintigste in het kampioenschap.
In 2009 nam Di Sabatino opnieuw deel aan de Formule Renault 3.5 voor het team RC Motorsport. Na punten in drie van de eerste vier races behaalde hij zijn eerste overwinning op de Hungaroring. Echter, na een tweede plaats op het Bugatti Circuit, moest hij opnieuw door budgetproblemen afhaken in het kampioenschap. Desondanks eindigde hij als twaalfde in de stand.

### Formule 3
In 2010 keerde Di Sabatino terug naar Italië om in het Italiaanse Formule 3-kampioenschap deel te nemen voor het team Alan Racing. Nadat hij in de eerste vier races geen punten wist te scoren, verliet hij het team. Na het missen van het daaropvolgende raceweekend keerde hij in het vierde weekend terug bij RC Motorsport als vervanger van de zieke Francesco Castellacci. Echter konden hij en zijn teamgenoot Frédéric Vervisch de races niet starten vanwege problemen met de motor tijdens de trainingen.

### Auto GP
Di Sabatino stapte in 2011 over naar de Auto GP, waar hij voor Ombra Racing ging rijden. Na het eerste raceweekend stapte hij echter over naar TP Formula. Met een vierde plaats op de Motorsport Arena Oschersleben als beste resultaat eindigde hij als twaalfde in het kampioenschap.

### World Touring Car Championship
In 2012 stapte Di Sabatino over naar de toerwagens, waarin hij deel ging nemen in het World Touring Car Championship voor het team Bamboo Engineering. Hij reed in een Chevrolet Cruze naast Alex MacDowall. In het raceweekend op het Autódromo Internacional de Curitiba werd hij vervangen door Michel Nikjær, aangezien hij door bronchitis en een longontsteking niet mocht vliegen. Hij keerde niet meer terug in het kampioenschap en werd niet geklasseerd aangezien hij geen punten wist te scoren.